# Hubert Knirsch

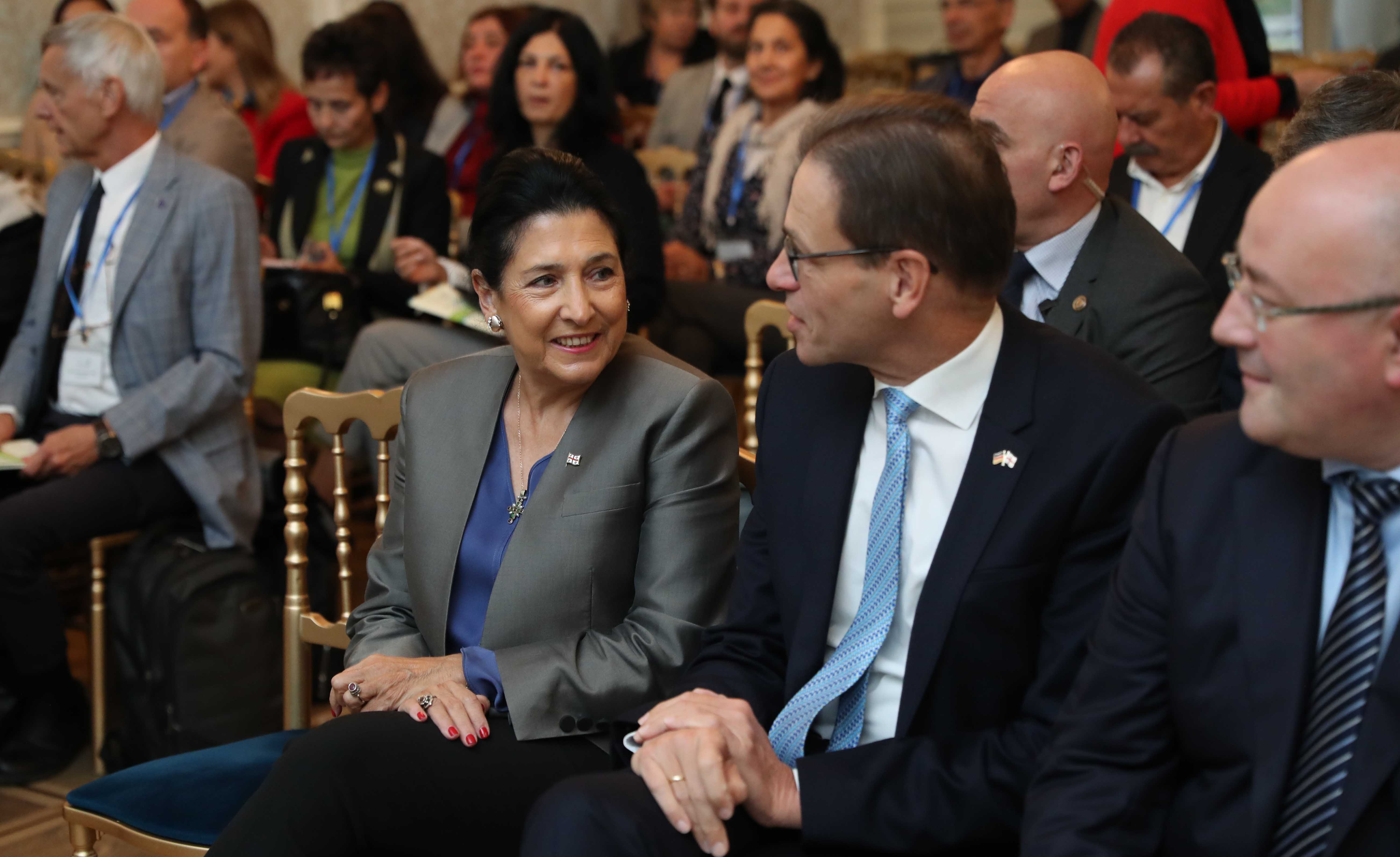
Hubert Knirsch (2019)

Hubert Knirsch (* 29. September 1961) ist ein deutscher Diplomat.

## Leben
Knirsch studierte Sozialwissenschaften, Verwaltungswissenschaften und Politikwissenschaften in Konstanz und Paris. Er ist verheiratet und hat eine Tochter.

## Laufbahn
Nach dem Diplom in Verwaltungswissenschaften ging er 1987 in den Vorbereitungsdienst für den höheren Auswärtigen Dienst. Anschließend war er von 1989 bis 1992 an der Deutschen Botschaft in Warschau, Polen, tätig. 1995 bis 1998 wurde Knirsch in der Deutschen Botschaft in Washington eingesetzt. 1998 wechselte er ins Bundeskanzleramt. 2001–2005 war als stellvertretender Referatsleiter im Auswärtigen Amt tätig. Im Anschluss ging er als Leiter der Politischen Abteilung erneut an die Deutsche Botschaft in Warschau. Ab 2008 war Knirsch Büroleiter des Bundespräsidenten a. D. Richard von Weizsäcker. 2011 übernahm er im Auswärtiges Amt das Referat für Internationale Wirtschafts- und Finanzpolitik. Im Jahr 2014 wurde er an die Deutsche Botschaft in Moskau, Russland, berufen und übernahm hier die Leitung der Politischen Abteilung. Von September 2018 bis Juli 2022 war Knirsch Botschafter der Bundesrepublik Deutschland in Tiflis, Georgien.